# 936年
| 千纪： | 1千纪 |
| 世纪： | 9世纪 \| 10世纪 \| 11世纪 |
| 年代： | 900年代 \| 910年代 \| 920年代 \| 930年代 \| 940年代 \| 950年代 \| 960年代 |
| 年份： | 931年 \| 932年 \| 933年 \| 934年 \| 935年 \| 936年 \| 937年 \| 938年 \| 939年 \| 940年 \| 941年 |
| 纪年： | 丙申年（猴年）；南吴天祚二年；闽永和二年，通文元年；于阗同慶二十五年；契丹天显十一年；南汉大有九年；后唐（吴越、荆南、马楚）清泰三年；东丹国甘露十一年；大義寧大明六年；后蜀明德三年；石敬瑭长兴七年；后晋（吴越、荆南、马楚）天福元年；日本承平六年；后百济正开三十六年 |

## 大事记
- 中国
  - 五月，石敬瑭懷疑後唐末帝李從珂對他起疑心，便舉兵叛變，改用后唐明宗的年号称长兴七年。
  - 十一月，石敬瑭受契丹冊封為大晉皇帝，認耶律德光為父，自稱兒皇帝，聯合契丹進攻洛陽，閏十一月（937年1月）滅亡後唐。
- 歐洲
  - 1月3日——利奧七世当选为教皇。
  - 1月15日——西法蘭克王國國王拉烏爾死後無嗣，其岳父羅貝爾之子偉大的于格擁立純樸的查理之子路易四世繼位，自己在幕後攝政。
  - 7月31日——奧托一世在亞琛被加冕东法兰克国王，即日後的首任神圣罗马帝国皇帝。

## 出生
- 公曆十二月十三日, 臺灣  黃姓九十世祖  黃峭公 出生

## 逝世
- 1月15日——拉烏爾一世，出身於卡佩家族的法國國王。（890年出生，46岁）
- 李从珂，后唐的末代皇帝（885年出生，51岁）
- 亨利一世（約876年－936年，60岁），德意志國王，薩克森王朝創立者。